# Diarsia intermixta
Diarsia intermixta là một loài bướm đêm trong họ Noctuidae. Nó sinh sống tại Úc (từ Queensland tới Tasmania), cũng như New Zealand và những quần đảo tại nam Thái Binh Dương.
Sải cánh dài chừng 30 mm.
Ấu trùng năm Sinapsis alba, Arctotheca calendula và Brassica rapa.

## Hình ảnh

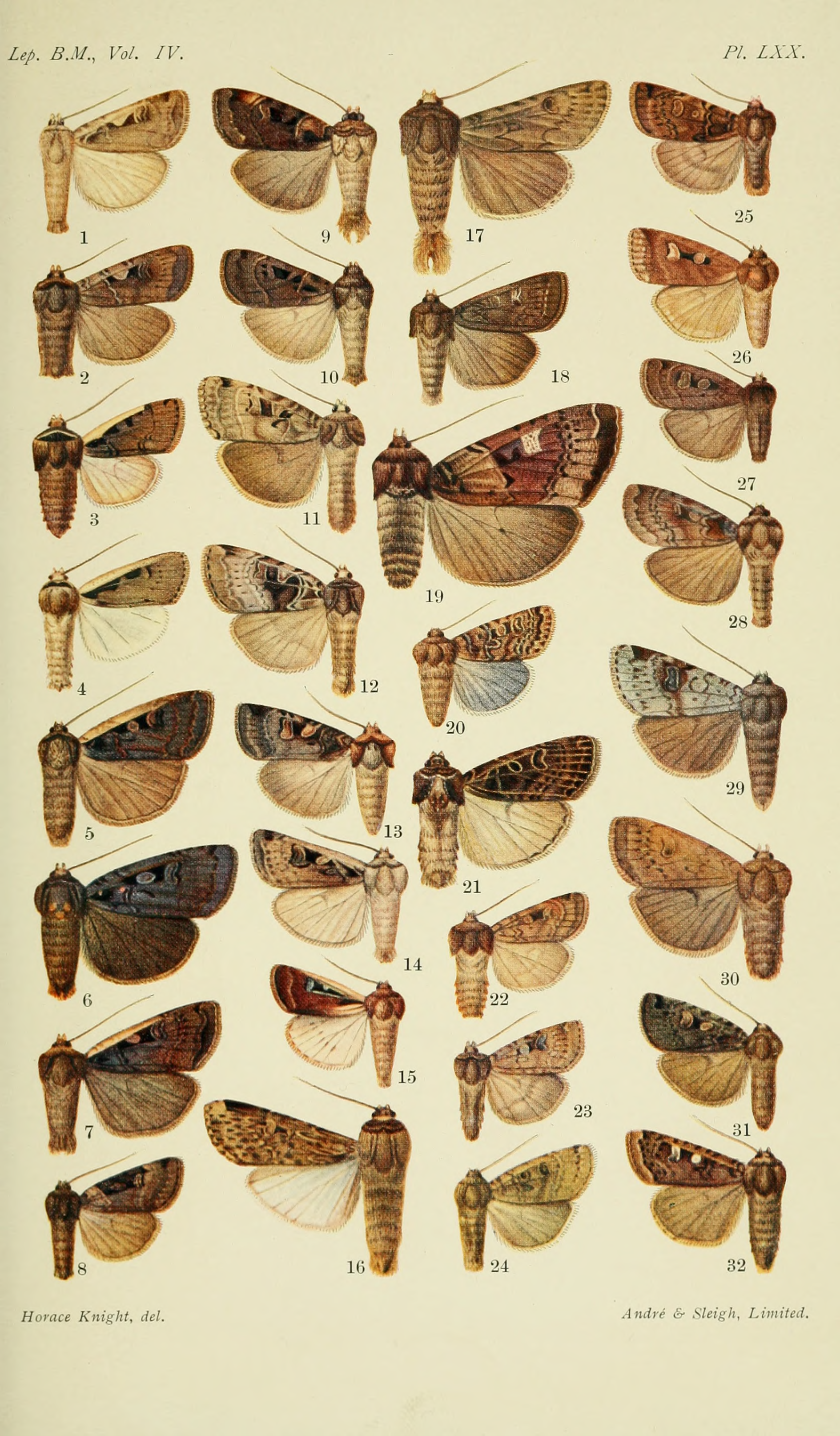
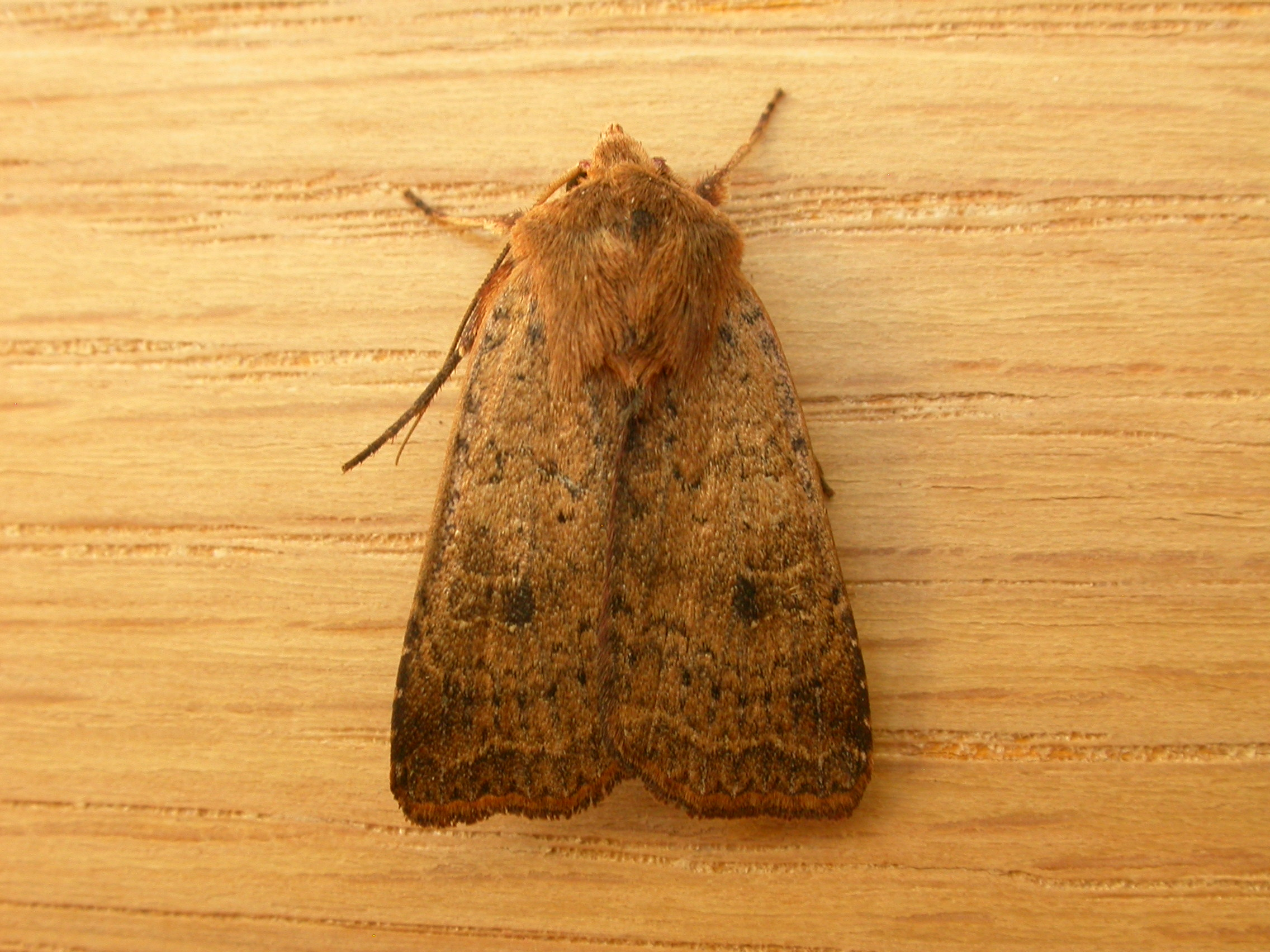
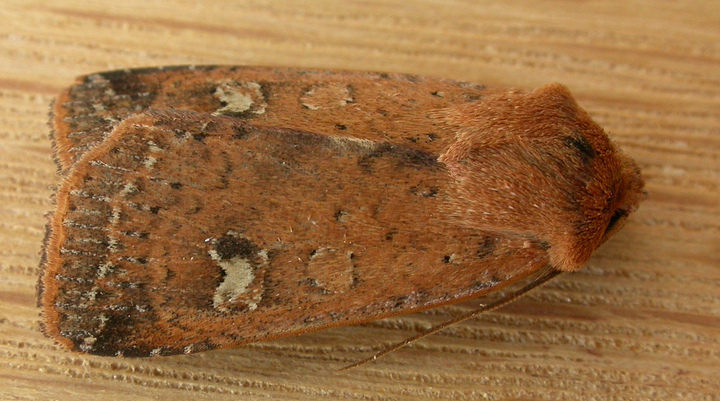
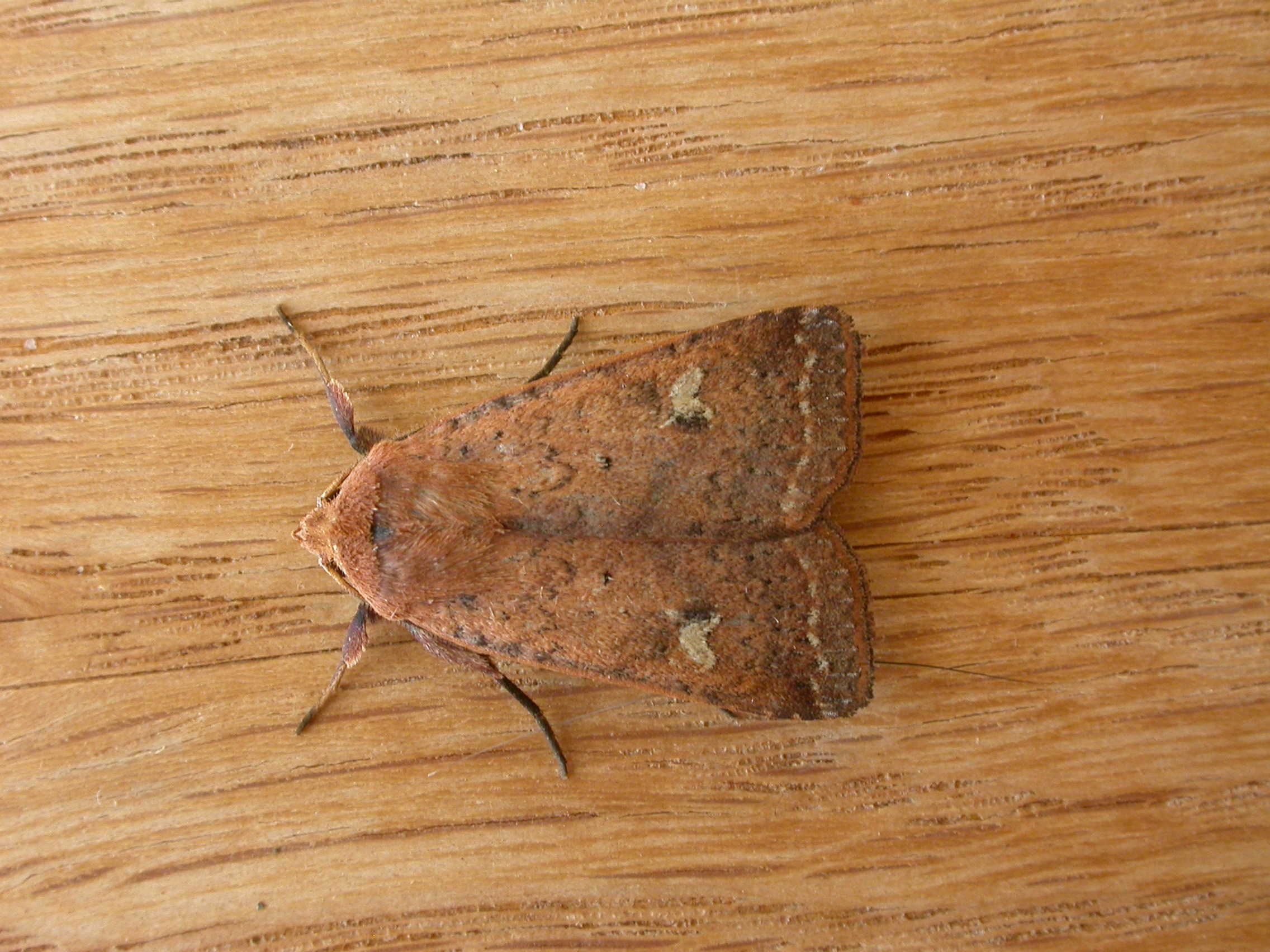